# Castelo de Choisy

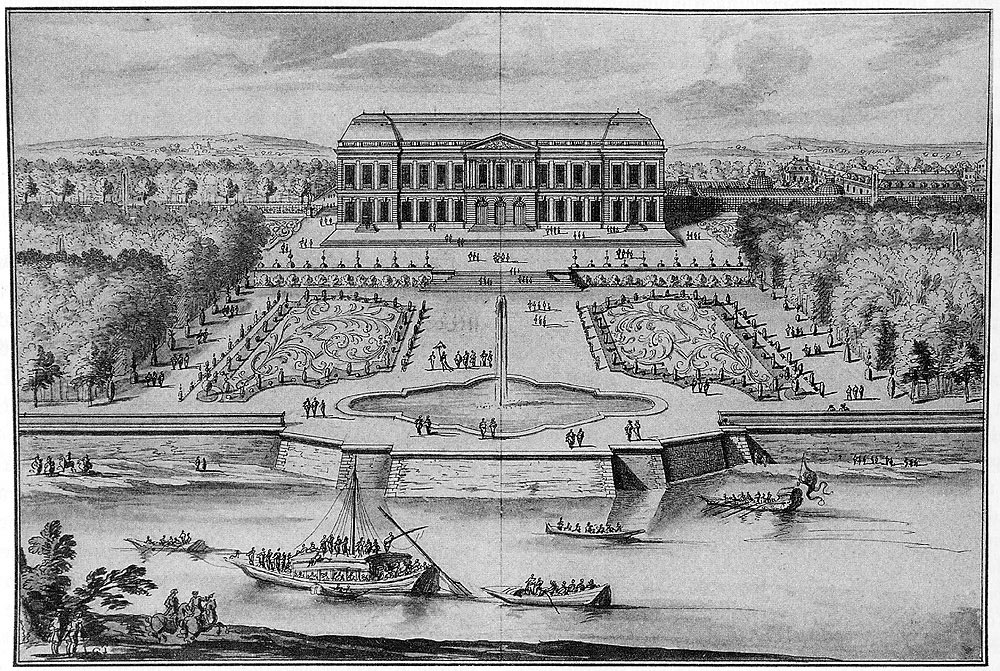
Choisy, o parterre em frente ao Sena, numa gravura de Gabriel Pérelle

O Château de Choisy foi um palácio francês, que serviu por vezes de Residência Real, situado na comuna de Choisy-le-Roi Departamento de Val-de-Marne, não muito distante de Paris. À comuna foi dado o presente nome por Luis XV, quando ele comprou a propriedade de Choisy e o seu palácio em Outubro de 1739.

## A Duquesa de Montpensier
O local tinha sido comprado bem antes de 1680 por uma prima direita de Luis XIV,  Anne-Marie-Louise d’Orléans, Duquesa de Montpensier, que gastou 40.000 livres na compra da  propriedade, e alterou totalmente o belo bloco central existente. De acordo com as suas Memórias, mandou construir um novo edifício com os planos de Jacques Gabriel "que fez a minha casa para a minha moda", referiu Mademoiselle Montpensier, "sem qualquer ornamento ou 'arquitectura'", uma asserção que  faz vista grossa aos enriquecimentos esculturais que Étienne Le Hongre fez no frontão. O gosto de Mademoiselle de Montpesier dominava: este estilo autoritário pode ser detectado no desenho do jardim de Le Nôtre, o qual é completamente constituido por estrutura autónomas incaracterísticas sem um esquema unificador. O Château de Choisy estava localizado numa elaborada série de jardins feitos por André Le Nôtre. Ele foi chamado a Choisy antes de edificios existentes terem sido varridos e achou o local muito contido por florestas: "Ali só se vê a margem do rio através das trapeiras," disse ele ao rei, e aconselhou Mademoiselle de Montpensier a começar por esta vil situação "deitando abaixo todos os bosques que existem ali". As vistas para o rio eram o principal e Mademoiselle de Montpensier calculou isso como vantajoso: "Como quero a minha casa construida para passar lá os Verões, tomei medidas em ordem a que se possa ver o rio nessa estação do ano quando ele está mais baixo; da minha cama vejo-o e todos os barcos que passam.
O palácio perdido pode ver-se hoje através das gravuras de Pierre-Jean Mariette, Gabriel Pérelle e Pierre Aveline. Os seus interiores estão bem descritos nas Mémoires da Grande Mademoiselle.

## Luis XV

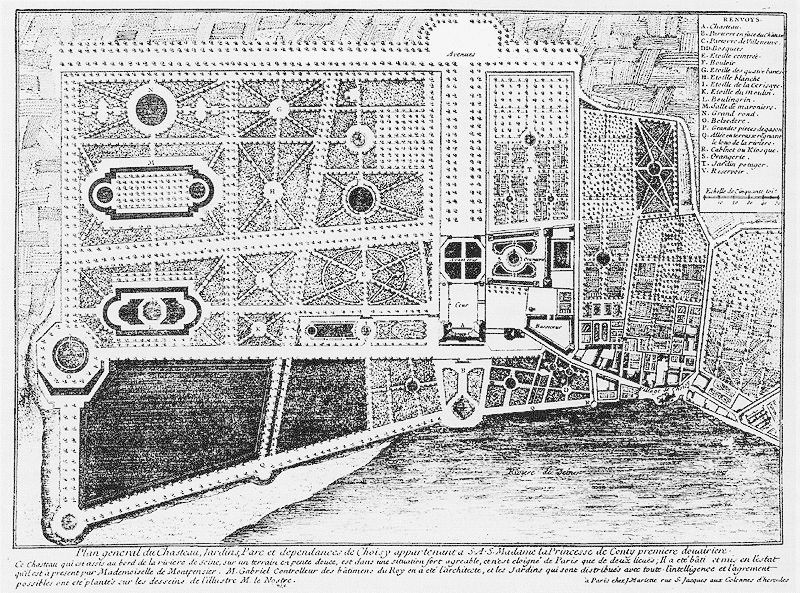
Os jardins de Choisy, como André Le Nôtre os desenvolveu, durante a ocupação da Princesa de Conti.

O palácio passou em 1693 para o Grande Delfim da França (1661-1711), que fez algumas modificações interiores antes de trocá-lo, em 1695, pelo Château de Meudon, mais acessível desde Versailles. Em 1716, foi vendido a Marie-Anne de Bourbon (1666-1739), Nobre Princesa de Conti, a filha legitimada de Luis XIV e Louise de La Vallière.
Apesar de ter perdido os bosques que o rodeavam em favor de parterres com o Sena como pano de fundo e bosquetes pontuados por estatuária, a caça era abundante na vizinha floresta de Senart, a motivação inicial do Rei para comprar Choisy. O Rei ampliou o palácio a partir de 1740, sob a direcção de Ange-Jacques Gabriel, premier architecte du Roi (primeiro arquitecto do Rei). Choisy estava apto a ser habitado em 1741. O bloco central foi dobrado em profundidade à maneira moderna; foi adicionado um teatro e os estábulos foram substancialmente alargados; o belo laranjal de Mademoiselle de Montpesier foi reconstruido e  no seu "salon" central foi instalado em 1752 o "Amor aponta a sua flecha desde o clube de Hércules" de Edmé Bouchardon. Foi adicionado um pavilhão de banho, e por cima de tudo foi desenhado o Petit Château para providenciar um refúgio íntimo a Luis XV e Madame de Pompadour. Os trabalhos continuaram numa série de campanhas pelo menos até 1777, apesar de Luis XV ter perdido o interesse em Choisy depois da morte de Pompadour. Existem pequenos documentos preciosos do interior, salvo uma secção de Gabriel datada de 1754, do Salão Circular e Vestíbulo no Pavillon Particulier du Roi, o Petit Château: "mostram um carácter soberbo' refere Fiske Kimball: 'a entrada é um arco oval contínuo coroado com conchas e espirais, mas guarnecida… com os bouquêts de cascas então recentemente na moda" (Kimball p.207).

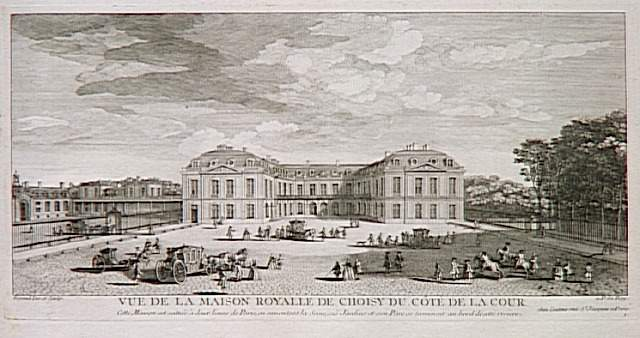
O Château de Choisy nos tempos de Luis XV, vista da entrada numa gravura de Jacques Rigaud

Os mobiliários de Choisy foram intencionalmente mantidos simples. A mesa de escrita usada pelo Rei em Choisy, entregue pelo ebanista real Antoine Gaudreau em 1744, apesar dos seus ursos em bronze dourado, não é maior que a maior parte das mesas dos aristocratas da época.
Lambert Sigisbert Adam teve pouca sorte, com um busto de mármore que fez de Luis XV como Apolo, datado de 1749, o qual Adam exibiu no Salon de 1745 e que foi, por sua própria iniciativa, colocado na Galerie de Choisy, a qual era para ser decorada com uma série de decorativas "Consquistas de Luis XV", por Charles Parrocel. O projecto, talvez demasiado grandioso para o refúgio real, não deu em nada, e Adam sobressaiu por pedir 7000 luises pelo busto; a reacção do Reiem Setembro de 1762 não se fez esperar. Declarou que não queria ver o busto em Choisy na sua próxima visita e que Adam deveria empacotá-lo e levá-lo.

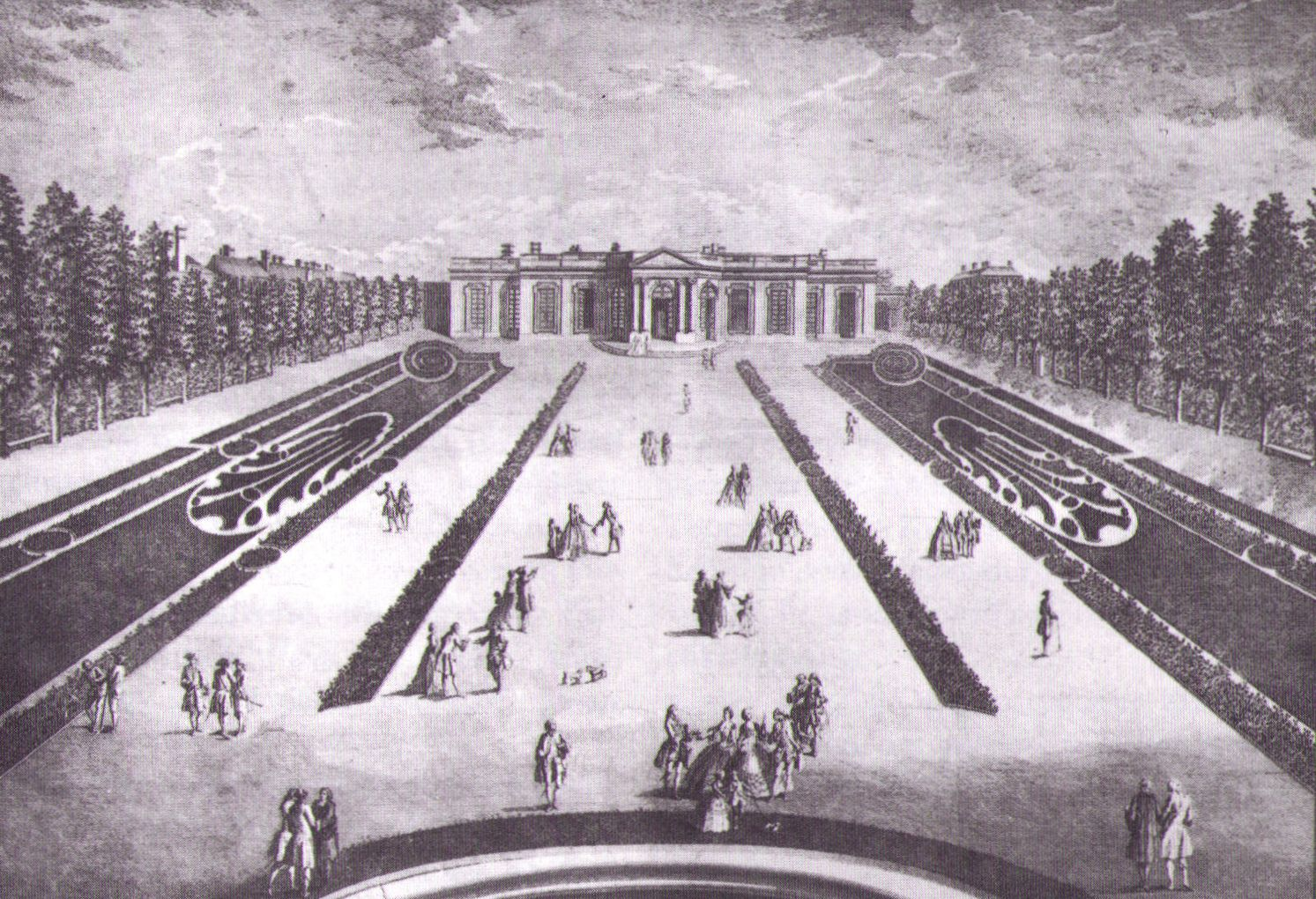
O Petit Château de Gabriel

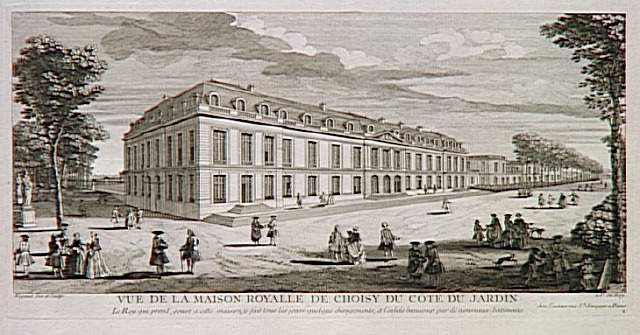
O Château de Choisy nos tempos de Luis XV, visto desde o jardim numa gravura de Jacques Rigaud

A circundante paróquia recebeu um influxo de negócios devido à presença Real, além de uma nova igreja paroquial. Para festas no rio em Choisy, o rei importou gôndolas de Veneza. Depois da morte do Rei, Maria Antonieta veio frequentemente para Choisy, apesar de na época da compra do Château de Saint-Cloud aos Orleães, ter sido brevemente sugerido que Choisy seria parte da troca. Luis XV instalou em Choisy o retrato que encomendou a François-Hubert Drouais de Maria Antonieta como Dauphine, em 1773. Em 1777, quandoa Raínha desejou construir um pequeno teatro em Versailles para catuações privadas às quais ela se juntava, instruiu o arquitecto Richard Mique para tomar como modelo o teatro de Choisy construido por Gabriel para a Madame de Pompadour; como resultado, o teatro, finalizado em 1779, apesar do modesto e profusamente Neo-clássico no exterior, tem um interior inesperadamente Rococó para a época.

## Final inglório
O palácio e o petit château eram residências reais; por isso, aquando da Revolução Francesa quando a comuna se tornou Choisy-sur-Seine, o palácio foi confiscado como bien national (bem nacional), esvaziado dos seus conteúdos em leilões (parte das vendas revolucionárias), os seus terrenos divididos em lotes e individuais e igualmente vendidos. Os edifícios caíram no abandono e foram demolidos pouco a pouco durante o século XIX. Actualmente tudo o que resta é um canal seco e  dois pavilhões flanqueando ao antigo cour d'honneur (pátio de honra), além de uma fila de edifícios da antiga ala de serviço.